# Avenged Sevenfold (àlbum)
Avenged Sevenfold és el quart àlbum d'estudi d'Avenged Sevenfold publicat el 30 d'octubre del 2007 per la discogràfica Warner Bros. Records. En principi, l'àlbum estava programat per a ser editat el 16 d'octubre, però finalment la data de publicació va ser endarrerida per a completar el material extra del disc.

## Llista de cançons
| Núm. | Títol                                                           | Durada |
| ---- | --------------------------------------------------------------- | ------ |
| 1.   | «Critical Acclaim»                                              | 5:14   |
| 2.   | «Almost Easy»                                                   | 3:53   |
| 3.   | «Scream»                                                        | 4:48   |
| 4.   | «Afterlife»                                                     | 5:51   |
| 5.   | «Gunslinger» (amb Shanna Crooks)                                | 4:11   |
| 6.   | «Unbound (The Wild Ride)» (amb Zander Ayeroff i Annmarie Rizzo) | 5:11   |
| 7.   | «Brompton Cocktail»                                             | 4:12   |
| 8.   | «Lost»                                                          | 5:01   |
| 9.   | «A Little Piece of Heaven» (amb Juliette Commagere)             | 8:00   |
| 10.  | «Dear God» (amb Shanna Crooks)                                  | 6:33   |

## Intèrprets
- M. Shadows - veu principal, piano
- Synyster Gates - guitarra líder, corista, piano
- Zacky Vengeance - Guitarra rítmica, corista
- Johnny Christ - Baix
- The Rev - bateria, corista